# Jupp Hussels

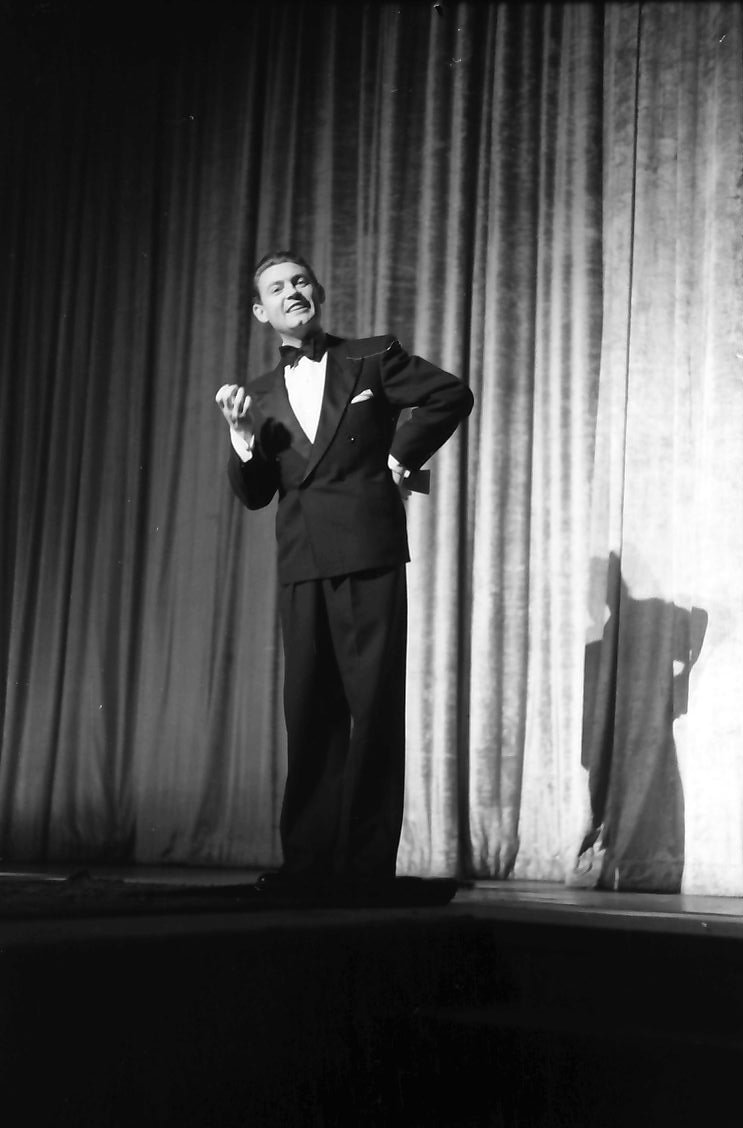
Jupp Hussels im Kabarett der Komiker, 1938

Joseph „Jupp“ Hussels (* 30. Januar 1901 in Düsseldorf; † 10. April 1986 in Großenhain) war ein deutscher Schauspieler, Hörfunksprecher und Unterhalter.

## Leben
Nach dem Abitur begann er ein Kunststudium und gründete in seiner Heimatstadt den Künstlerverein Malkasten. Mit dessen Mitgliedern führte er sein Bühnenstück Die wüste Sahara auf, wodurch der Rundfunk auf ihn aufmerksam wurde. Durch den Sender Köln-Raderthal wurde er rasch populär. Er war der Typ des eleganten, sympathischen, auch schneidigen Zeitgenossen. Als Rundfunk-Unterhalter stand er in der Nachfolge von Ludwig Manfred Lommel und war ein Vorgänger von Heinz Erhardt.
1933 gab er in Das lustige Kleeblatt sein Filmdebüt. Immer wieder verkörperte er in Nebenrollen unbekümmerte junge Männer. Mitte der 1930er Jahre wurde er durch seine Sendereihe Guten Morgen, liebe Hörer ein beliebter Hörfunk-Plauderer. In einer Wochenschauserie der NS-Zeit Tran und Helle gab Hussels den linientreu aufgeklärten Volksgenossen Helle, Ludwig Schmitz das Gegenbild des unangepasst dummschlauen Eigenbrötlers Tran. Im Dezember 1944 trat er zur Aufmunterung des Wachpersonals in Auschwitz auf.

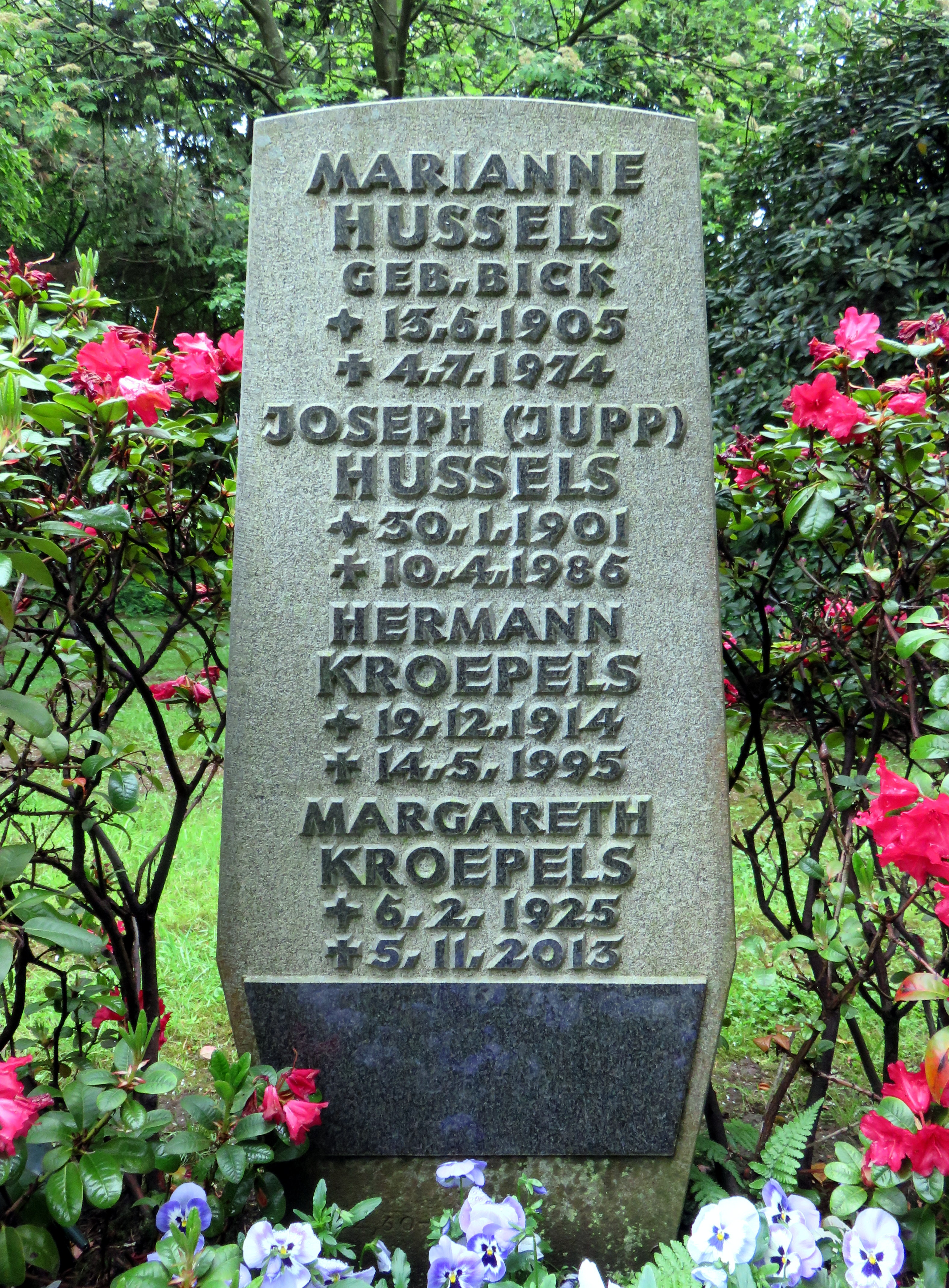
Grab Joseph (Jupp) Hussels auf dem Friedhof Ohlsdorf

In den 1960er und 1970er Jahren sah man ihn neben Willy Millowitsch, Lucy Millowitsch, Elsa Scholten und Lotti Krekel häufig in Fernsehaufzeichnungen aus dem Kölner Millowitsch-Theater. Von 1964 bis 1968 gehörte er zudem neben Paul Henckels, Arno Paulsen, Frank Barufski und Kurt Großkurth dem Stammtisch der Fernsehshow Die fröhliche Weinrunde mit Margit Schramm und Willy Schneider an.
Seine Grabstätte befindet sich auf dem Friedhof Ohlsdorf südlich der Einfahrt Bramfeld im Planquadrat BP 74.

## Filmografie (Auswahl)
- 1935: Einer zuviel an Bord
- 1936: Der Raub der Sabinerinnen
- 1936: Drei tolle Tage[3]
- 1937: Die verschwundene Frau
- 1938: Es leuchten die Sterne
- 1938: Die fromme Lüge
- 1938: Großalarm[4]
- 1939: Rheinische Brautfahrt[5]
- 1940: Der dunkle Punkt
- 1940: Weltrekord im Seitensprung[6]
- 1944: Ein schöner Tag
- 1950 Die fidele Tankstelle
- 1951: 3 “Kavaliere”
- 1951: Heimat, Deine Sterne
- 1952: Der eingebildete Kranke
- 1952: Einmal am Rhein
- 1954: Fräulein vom Amt
- 1954: Sonne über der Adria
- 1955: Vatertag
- 1955: Unternehmen Schlafsack
- 1955: Das Forsthaus in Tirol